# Ziegelbach (Aalbach)
Der Ziegelbach, am Oberlauf Güßgraben genannt, ist ein etwa 5 km langer Bach im unterfränkischen Landkreis Würzburg, der von rechts in den Aalbach mündet.

## Geographie

### Verlauf
Güßgraben
Der Güßgraben entspringt auf einer Höhe von 278 m ü. NHN im Herrlesgrund am westlichen Fuß des 332 m ü. NHN hohen Sümmerbergs auf dem Gemeindegebiet des knapp 2 Kilometer südsüdwestlich von dort liegenden Pfarrdorfs Greußenheim. Seine nur intermittierend wasserführende Quelle liegt in einem Feld direkt westlich der Staatsstraße 2310.
Der Bach fließt zunächst, begleitet von der St 2310, etwa 200 Meter südsüdwestwärts am mit Laubbäumen bewaldeten Hang des Sümmerbergs durch Ackerland des Herrlesgrunds. Auf der Höhe des auf seiner linken Seite liegenden Haßlichtgrabens kreuzt er einen Feldweg und zieht dann am Westrand des Waldgewanns Wiedenburg entlang. Er durchfließt den Saurain mit seinen Hecken und Extensivwiesen und erreicht nach gut einen Kilometer den nordöstlichen Ortsrand von Greußenheim.
Er läuft dort an einem auf seiner linken Seite liegenden Spielplatz vorbei, quert dann die Straße An der Point, fließt danach an der örtlichen Feuerwache vorbei, unterquert gleich darauf die Adam-Stegerwald-Straße und kurz danach die St 2310, die dort auch Würzburger Straße genannt wird. Dort wird er durch den Abfluss aus einen Brunnen verstärkt. Der Graben wechselt nun mehr nach Westen und läuft südlich der Bachgasse am Süßen Brunnen vorbei. Spätestens ab dort führt er ganzjährig Wasser und trägt nunmehr die Bezeichnung Ziegelbach.
Ziegelbach
Der Ziegelbach läuft zunächst südlich des Reineldis-Roth-Wegs durch Grünland, kreuzt dann die Raiffeisenstraße, zieht danach westwärts durch eine Kleingartenanlage und unterfließt die Kreuzwegstraße. Dort knickt er scharf nach Süden ab, um dann rund 100 Meter später in Richtung Westsüdwest weiterzuziehen. Er fließt danach an einer Kläranlage mit mehreren Klärbecken vorbei.  Früher verlief er etwas nördlicher und betrieb dort die Obere Mühle.  Er fließt an einem kleinen Weiher vorbei und wird gleich danach auf seiner rechten Seite von dem dort aus dem Nordwesten kommenden Mehlengraben verstärkt.
Der Ziegelbach schlägt einen Bogen nach Süden und zieht an der Westflanke des 332 m ü. NHN hohen Herchenbergs entlang, wo er einst die Unteren Mühle antrieb. Er fließt dann, gesäumt von dichten Gehölz, südwärts durch Felder und Wiesen und passiert gut einen halben Kilometer bachabwärts die Gemeindegrenze von Greußenheim nach Uettingen. 
Er durchfließt eine Feuchtwiese, unterquert etwa 100 Meter später noch die B 8, markiert kurz die Gemeindegrenze von Uettingen zu Waldbüttelbrunn und wird dabei auf seiner linken Seite vom aus dem Osten kommenden Floß gespeist.
Der Ziegelbach knickt dann nach Westen ab und mündet schließlich in der Flur Oberau Wiesen  auf einer Höhe von 234 m ü. NHN knapp 300 Meter westlich des Waldbüttelbrunner Ortsteils Roßbrunn und knapp einen Kilometer östlich von Uettingen, jedoch auf dessen Gebiet, von rechts in den von Osten kommenden Aalbach.
Sein 4,96 km langer Lauf endet ungefähr 44 Höhenmeter unterhalb der Quelle seines Oberlaufs Güßgraben, er hat somit ein mittleres Sohlgefälle von etwa 8,9 ‰.

### Einzugsgebiet
Das 17,79 km² große Einzugsgebiet des Ziegelbachs liegt im Naturraum Eisinger Höhe und wird durch ihn über den Aalbach, den Main und den Rhein zur Nordsee entwässert.
Es grenzt
- im Nordosten an das Einzugsgebiet des Leinacher Bachs, der in den Main mündet;
- im Südosten und Südwesten an das des Aalbachs direkt und
- im Nordwesten an das des Klingengrabens, der über den Leitenbach in den Aalbach entwässert.

Im Einzugsgebiet kommen besonders in den Tieflagen landwirtschaftliche Nutzflächen und höheren Lagen Wälder vor. Siedlungen sind im Wesentlichen nur im Bereich von Greußenheim.
Die höchste Erhebung ist der Hügel Gaigel mit einer Höhe von 358 m ü. NHN im Norden des Einzugsgebiets  und ein weiterer nennenswerter Hügel ist der Ameisenberg mit einer Höhe vom  357 m ü. NHN im Nordosten des Einzugsgebiets.

### Zuflüsse
- Mehlengraben (rechts), 3,0 km, 8,6 km²
- Floß (links), 0,5 km, 0,71 km²

### Flusssystem Aalbach
- Fließgewässer im Flusssystem Aalbach